# 彼得·亨德森
彼得·亨德森（英語：Peter Henderson，1926年4月18日—2014年11月24日），新西兰男子橄榄球、田径运动员。他曾代表新西兰参加1950年大英帝国运动会田径比赛，获得男子4×110码接力铜牌。